# Gelat liofilitzat

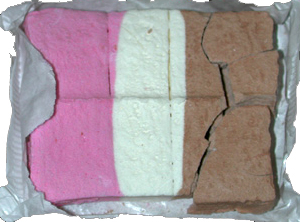
Gelats liofilitzats

 Gelat liofilitzat , o gelat d'astronautes, és un gelat deshidratat mitjançant el procés de liofilització. El gelat no necessita refrigeració. Whirlpool Corporation va desenvolupar aquest tipus de gelat d'acord amb un contracte amb la NASA per al Projecte Apollo.
Apollo 7 el 1968 va ser l'única missió en la qual els gelats liofilitzats van ser l'espai exterior.